# Eunice Gayson
Eunice Gayson, född Eunice Sargaison den 17 mars 1928 i Croydon i södra London, död 8 juni 2018, var en brittisk skådespelerska. I sina tonår studerade Gayson främst sång och dans innan hon började med drama. Efter att ha medverkat på revyer, både på scen och på TV fick hon sin första filmroll som 17-åring vilket satte igång hennes karriär. Under 1950-talet medverkade hon i ett antal brittiska film- och TV-produktioner, däribland "Down Among the Z Men" (1952) med Peter Sellers, "Carry On, Admiral" (1957) och "The Revenge of Frankenstein" (1958) med Peter Cushing.
Eunice Gayson är främst känd för sin roll som Bondbruden Sylvia Trench i de första två James Bond-filmerna "Agent 007 med rätt att döda" (1962) och "Agent 007 ser rött" (1963). Regissören för dessa filmer Terence Young rekommenderade henne för producenterna efter att de arbetat tillsammans med filmen "Zarak" (1956) med Victor Mature och Anita Ekberg. Eunice Gayson och hennes karaktär Sylvia Trench blev smått legendarisk eftersom det är för henne som James Bond (Sean Connery) presenterar sig första gången. Enligt kommentatorspåret på DVD:n till "From Russia with Love" tackade Lois Maxwell nej till rollen som Sylvia Trench och tog rollen som Miss Moneypenny istället.
Eunice Gayson fortsatte i brittiska produktioner och kunde på 1960-talet ses i serier som "The Saint", "Dangerman" och "The Avengers".
På senare år dök Eunice Gayson regelbundet upp på olika filmkonvent, främst i Storbritannien, för att träffa fans och signera foton och dylikt.

## Filmografi i urval
- 1950 – Danshaket
- 1955 – Vingar ovan molnen
- 1955 – I mannens våld
- 1958 – Frankensteins blodiga hämnd
- 1962 – Agent 007 med rätt att döda
- 1963 – Agent 007 ser rött